# Wissenschaftsjahr 1525
Liste der Wissenschaftsjahre

◄◄ | ◄ | 1521 | 1522 | 1523 | 1524 | Wissenschaftsjahr 1525 | 1526 | 1527 | 1528 | 1529

Weitere Ereignisse
Dieser Artikel behandelt das Wissenschaftsjahr 1525.

## Ereignisse

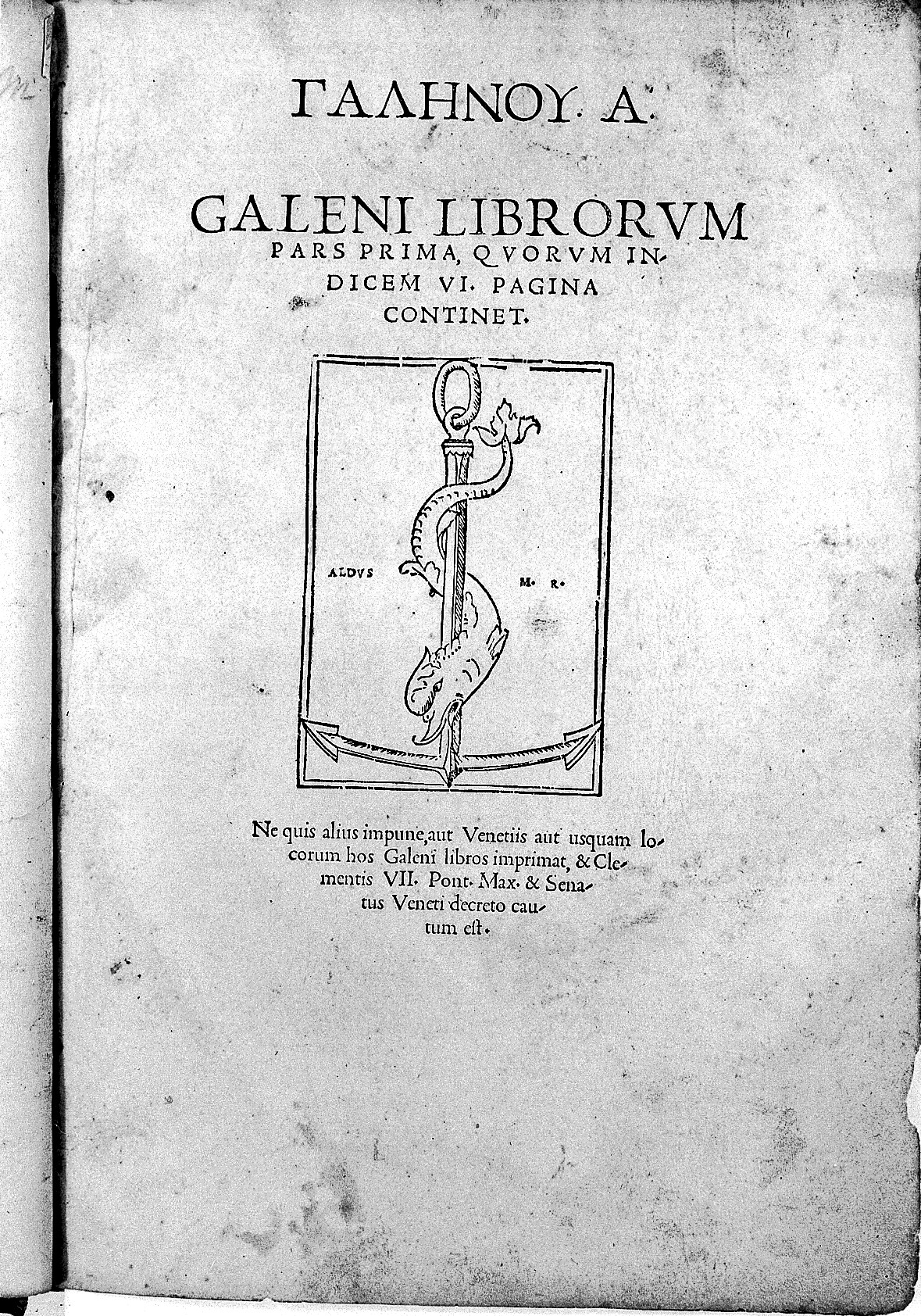
Band 1 der Werke Galens – Titelseite der Aldine (1525)

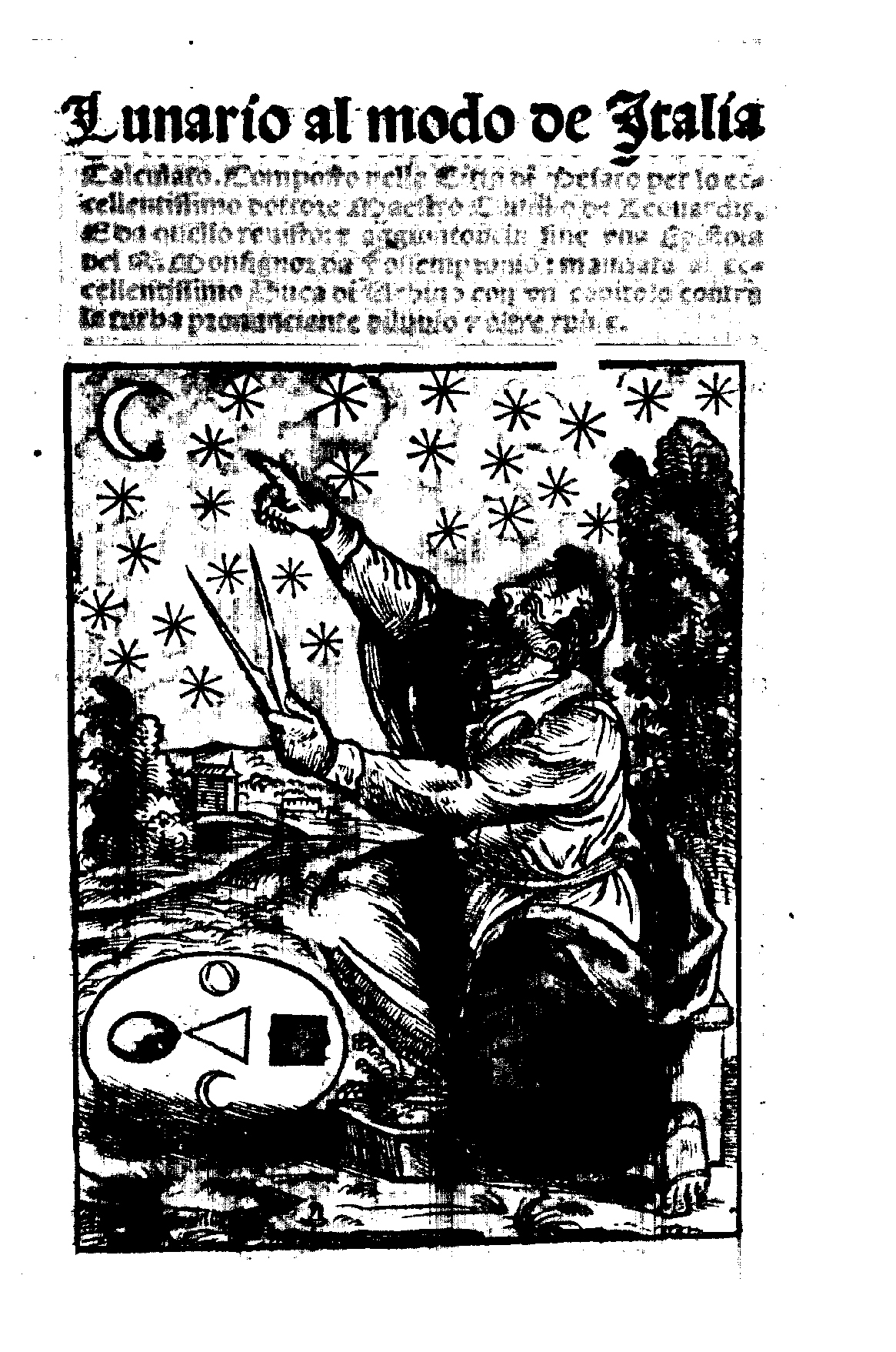
Camillo Leonardi – Lunario al modo de Italia calculato (1525)

### Biowissenschaften

#### Biologie

##### Botanik
- Richard Banckes veröffentlicht sein Buch Herball. Das Buch gilt als das erste Kräuterbuch, das in Großbritannien gedruckt wird. Das Werk bietet eine Sammlung von Beschreibungen verschiedener Kräuter und ihrer medizinischen Eigenschaften und macht botanisches Wissen einem breiteren Publikum zugänglich.[1][2]

#### Medizin
- Die erste Veröffentlichung von Galens Μέθοδος Ἰατρική (Die Methode der Heilkunst) im griechischen Original erfolgt durch die Druckerei Aldina in Venedig.
- Die erste Veröffentlichung der gesammelten Werke des Hippokrates in lateinischer Übersetzung erfolgt in Rom.
- Um 1525 entdeckt Paracelsus durch Tierversuche mit Hühnern die schmerzstillenden Eigenschaften von Diethylether.[3][4][5]

### Geisteswissenschaften

#### Musikwissenschaften
- Pietro Aron veröffentlicht in Venedig sein musiktheoretisches Werk Trattato della natura et cognitione di tutti gli tuoni di canto figurato. Aron bietet eine detaillierte Analyse der verschiedenen Kirchentonarten (Modi) und deren Anwendung in der polyphonen Musik.[6]

#### Sprachwissenschaften
- Pietro Bembo veröffentlicht in Venedig seine sprachtheoretische Untersuchung Prose della volgar lingua („Abhandlung über die Volkssprache“).[7]

### Naturwissenschaften

#### Astronomie
- Der erstmals 1496 in Leiria von José Vizinho ins Lateinische übersetzte Almanach Perpetuum des jüdischen Astronomen Abraham Zacuto wird 1525 in Venedig erneut veröffentlicht. Das Werk enthält detaillierte astronomische Tabellen, die die Positionen von Sonne, Mond und Planeten für verschiedene Zeitpunkte angeben. Die Tabellen waren für die Navigation von großer Bedeutung, da sie Seefahrern ermöglichten, ihre Position auf See genauer zu bestimmen. Bekannte Entdecker wie Vasco da Gama und Christoph Kolumbus nutzten den Almanach perpetuum für ihre Entdeckungsreisen.[8]
- Der italienische Astronom und Astrologe Camillo Leonardi aus Pesaro veröffentlicht in Venedig bei Nicolo Zopino seinen Lunario al modo de Italia calculato. Es handelt sich um einen Mondkalender, der die Mondphasen und ihre astrologischen Einflüsse beschreibt.[9]

#### Entdeckungen / Geographie
- 24. Juli: Vom spanischen Hafen A Coruña aus läuft eine aus sieben Schiffen unterschiedlicher Bauart bestehende Flotte unter dem Befehl von García Jofre de Loaísa aus. Sie hat den Auftrag, im Gefolge der Magellan-Expedition einen Seeweg zu den Gewürzinseln über den Atlantik und Pazifik durch Umrundung der Südspitze Südamerikas zu finden. Als Chefnavigator fungiert Juan Sebastián Elcano, der nach Magellans Tod dessen Weltumsegelung vollendet hat. Nach einer Zwischenstation auf La Gomera wendet sich die Expedition Richtung Südwesten nach Patagonien.

#### Kartografie
- Der französische Mathematiker und Kartograf Oronce Finé veröffentlicht 1525 eine der ersten Karten von Frankreich in einem Druckverfahren mit hölzerner Druckstock.
- Die Geographia (Geographike Hyphegesis) von Claudius Ptolemäus erfährt 1525 eine bedeutende Ausgabe in Straßburg. Die Edition wurde von dem französischen Arzt und Kartografen Laurent Fries bearbeitet und bei Hans Grüninger verlegt. Sie enthält sowohl die traditionellen 27 ptolemäischen Karten als auch 20 „moderne“ Karten, die auf den Arbeiten von Martin Waldseemüller basieren.[10]  - Abbildungen aus der Straßburger Geographia-Ausgabe

Abbildungen aus der Straßburger Geographia-Ausgabe
Tabula I Asiae
Tabula II Asiae
Tabula III Asiae
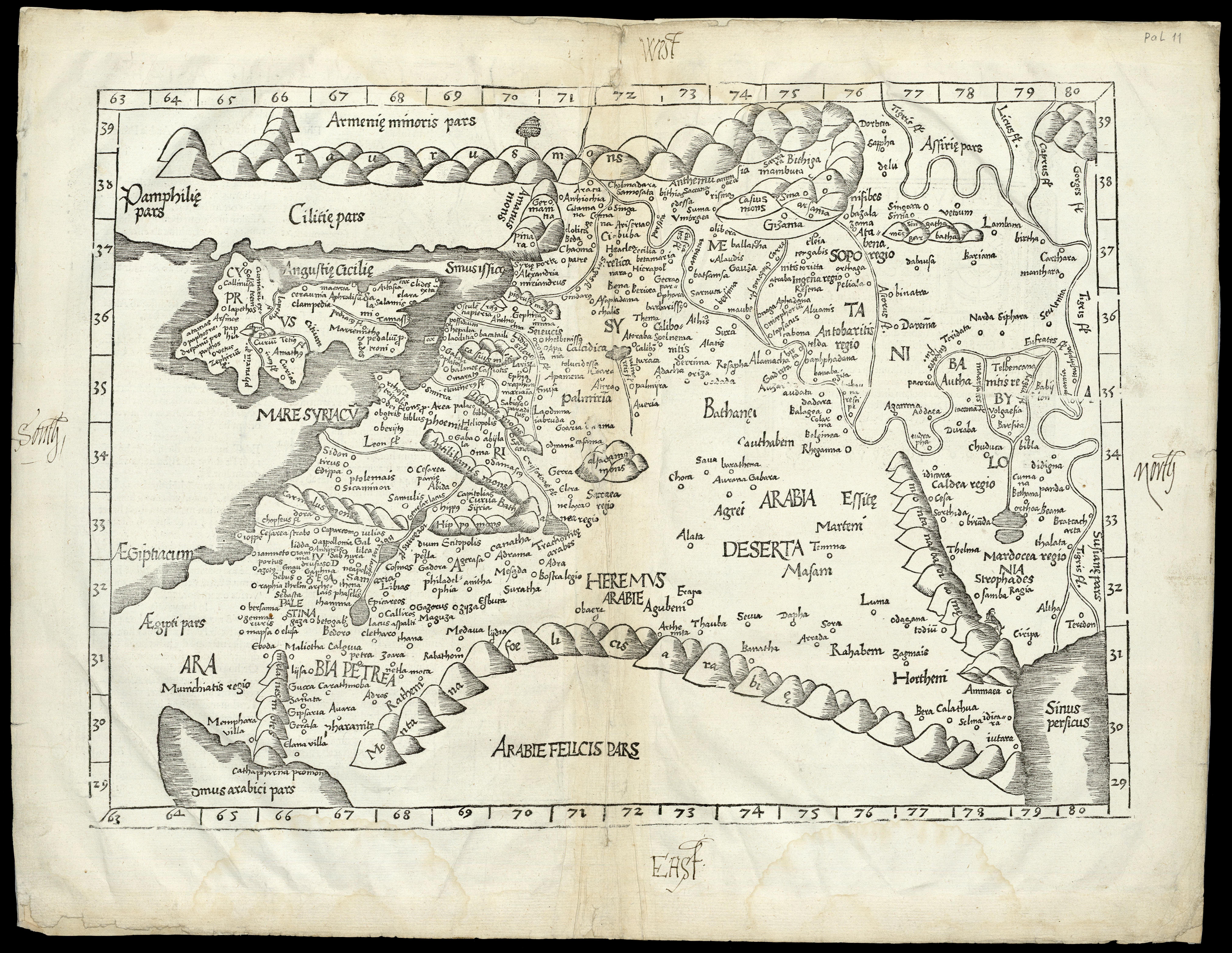
Tabula IIII Asiae
Tabula V Asiae
Tabula VI Asiae
Tabula X Europæ
Tab. Mo. Primae Partis Aphricae.

  - Tabula I Asiae
  - Tabula II Asiae
  - Tabula III Asiae
  - Tabula IIII Asiae
  - Tabula V Asiae
  - Tabula VI Asiae
  - Tabula X Europæ
  - Tab. Mo. Primae Partis Aphricae.

### Strukturwissenschaften

#### Mathematik
- Albrecht Dürer veröffentlicht in Nürnberg bei Hieronymus Andreae sein Lehrbuch zur Geometrie und Mathematik (Underweysung der messung mit dem zirckel und richtscheyt in Linien ebnen unnd gantzen corporen). Es ist das erste Mathematikbuch deutscher Sprache mit bedeutenden neuen Erkenntnissen. In der Underweysung definiert Dürer spezielle Kurven, insbesondere erstmals die Muschellinie und die Pascalsche Schnecke (die er selber wegen ihrer Konstruktionsvorschrift „Spinnenlinie“ nennt), gibt eine neue Konstruktion einer Ellipse an, erkennt Ellipse, Parabel und Hyperbel als Kegelschnitte (und ist damit Vorläufer von Gaspard Monge), zeigt ein neuartiges und sehr genaues Verfahren zur Winkeldreiteilung und stellt die Tangens-Funktion grafisch dar (motiviert durch das ganz praktische Problem, die Schrifthöhe in Abhängigkeit von der Höhe ihrer Anbringung so zu staffeln, dass alle Zeilen gleich hoch erscheinen). Im selben Werk beschäftigt er sich auch ausführlich mit Spiralen (von ihm „Schneckenlinien“ genannt) und beschreibt in diesem Zusammenhang bereits mehr als 100 Jahre vor René Descartes (dem vielfach die Entdeckung zugeschrieben wird) eine logarithmische Spirale, die er als ewige lini bezeichnet.[11][12]

Abbildungen aus Albrecht Dürers Underweysung der messung mit dem zirckel und richtscheyt in Linien ebnen unnd gantzen corporen
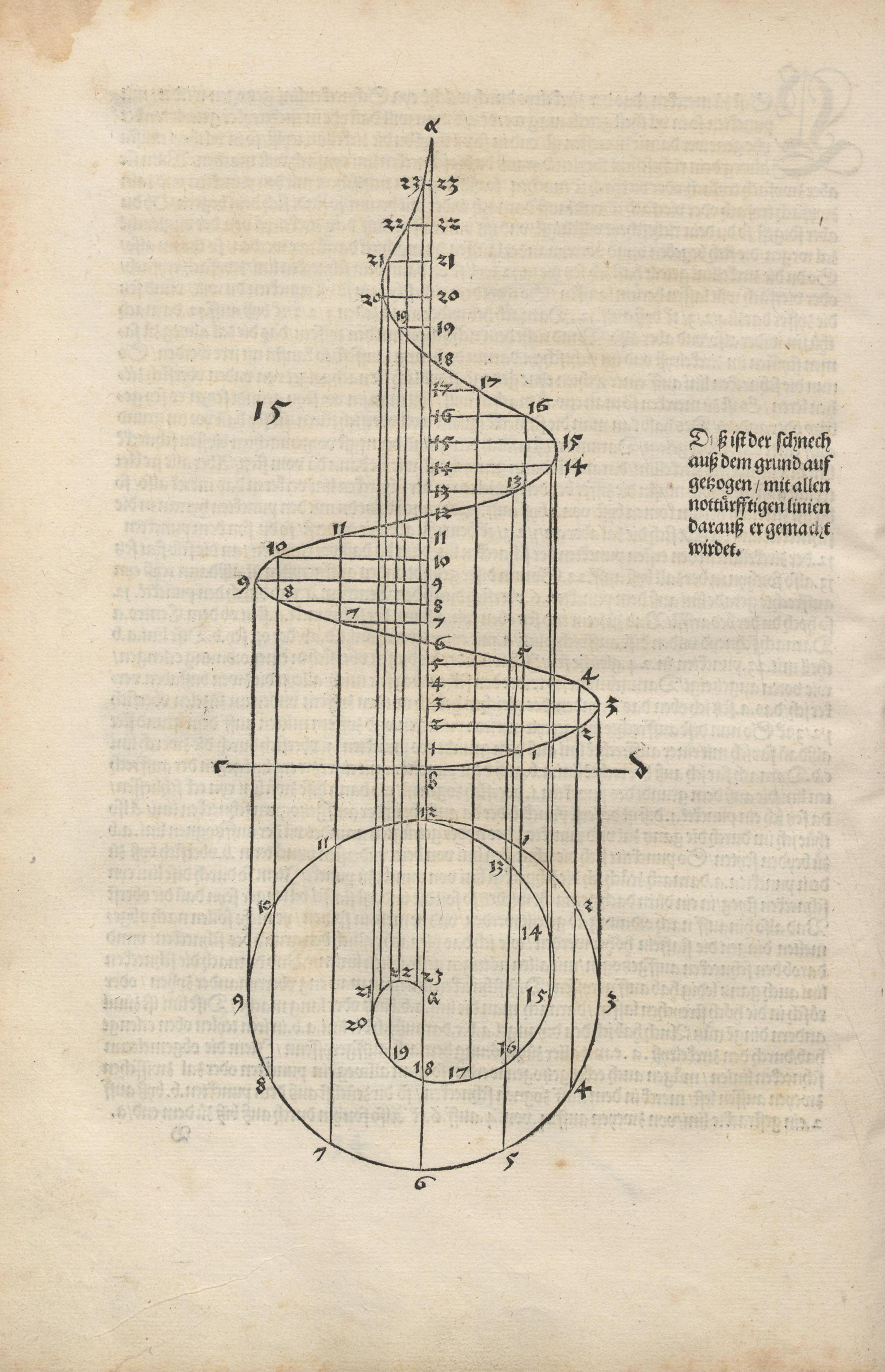
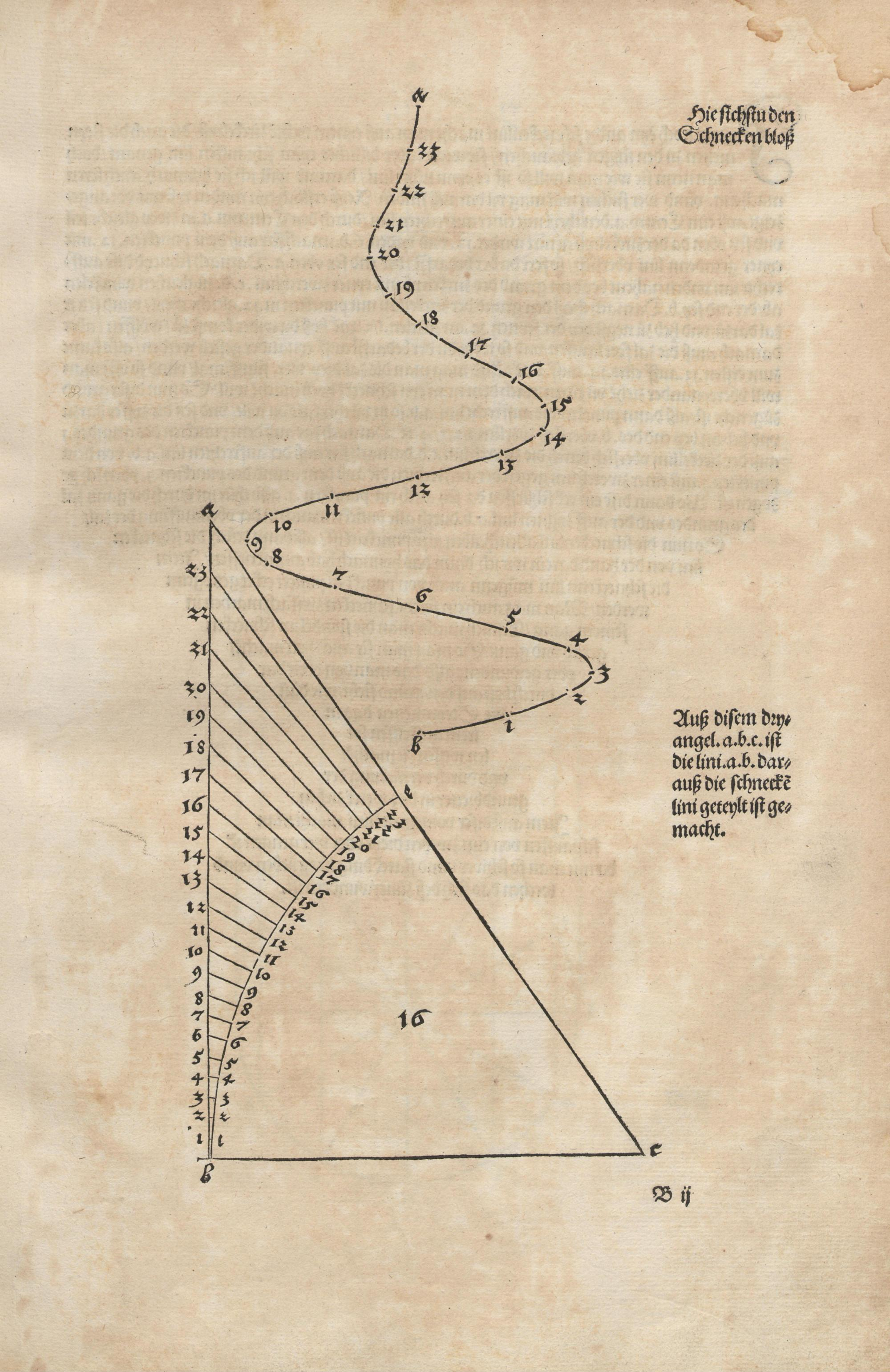
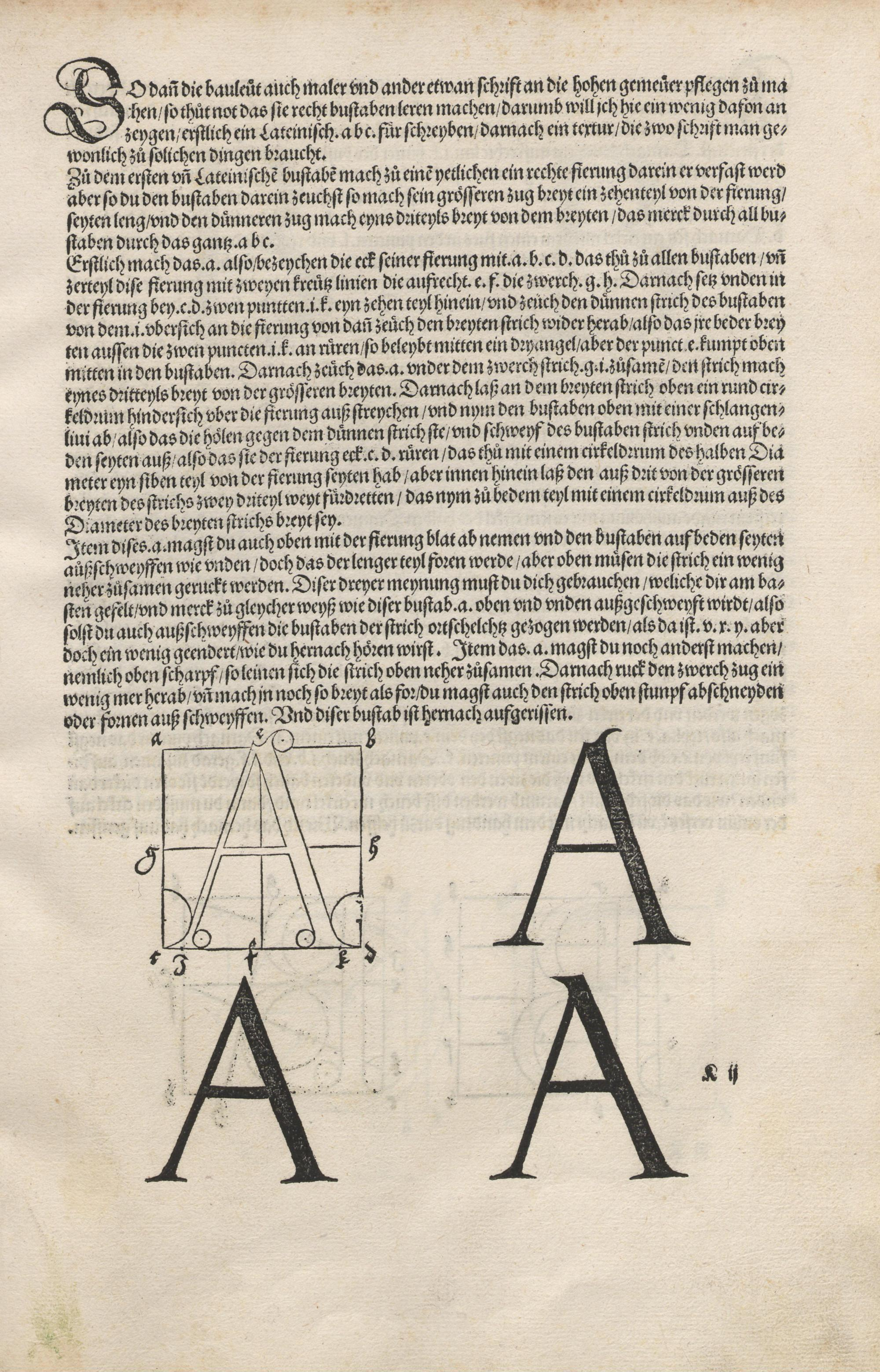
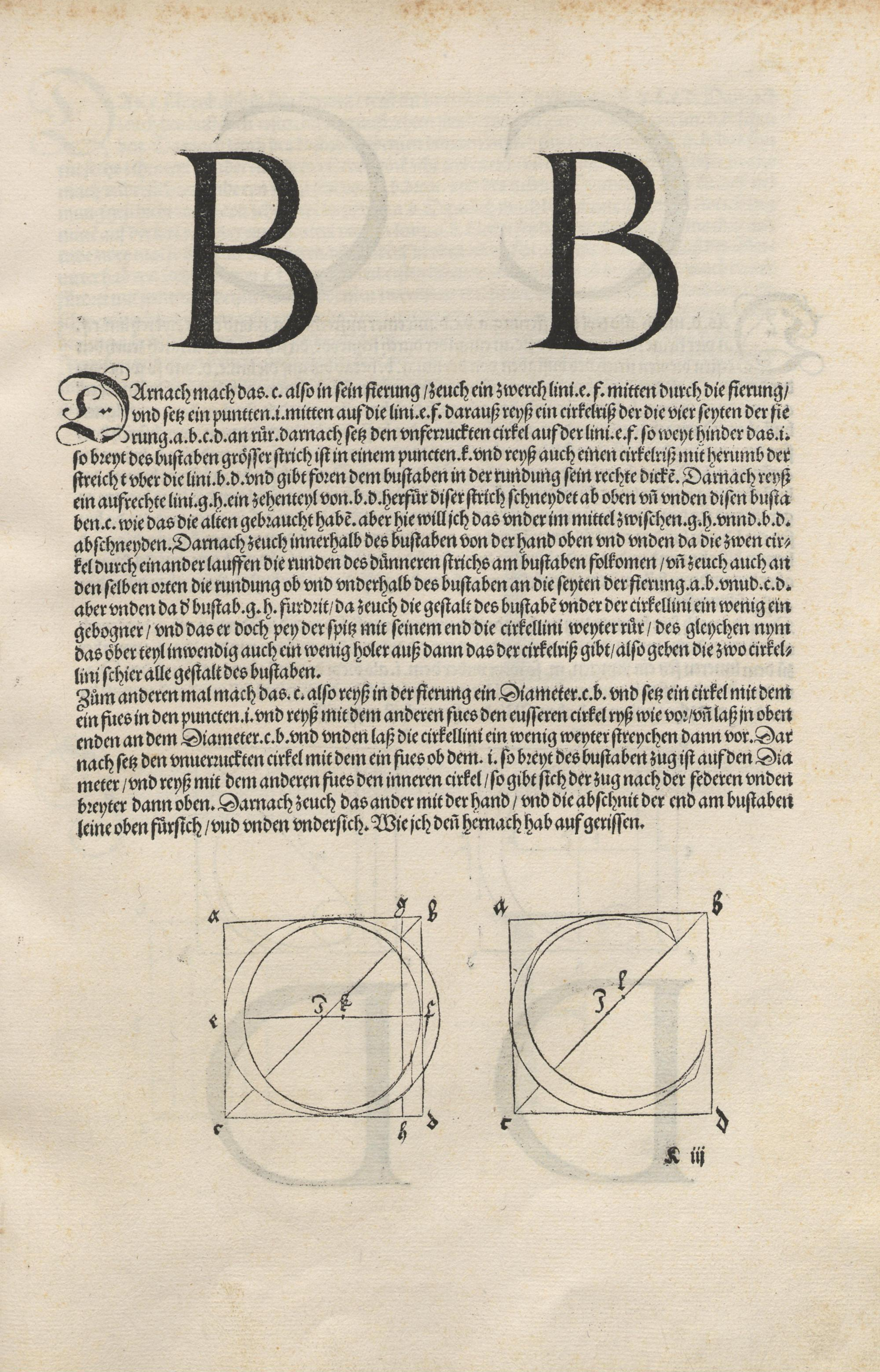
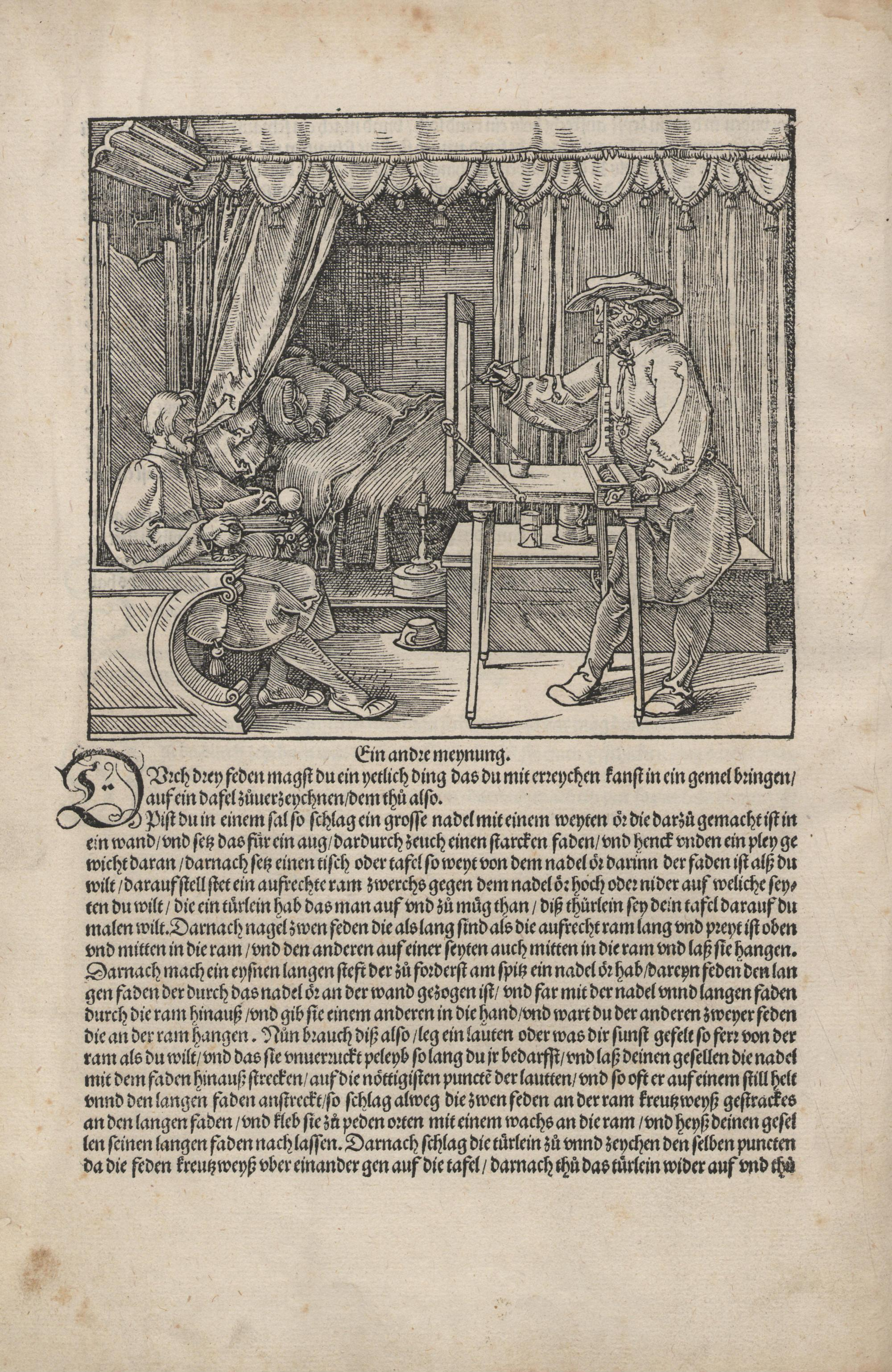
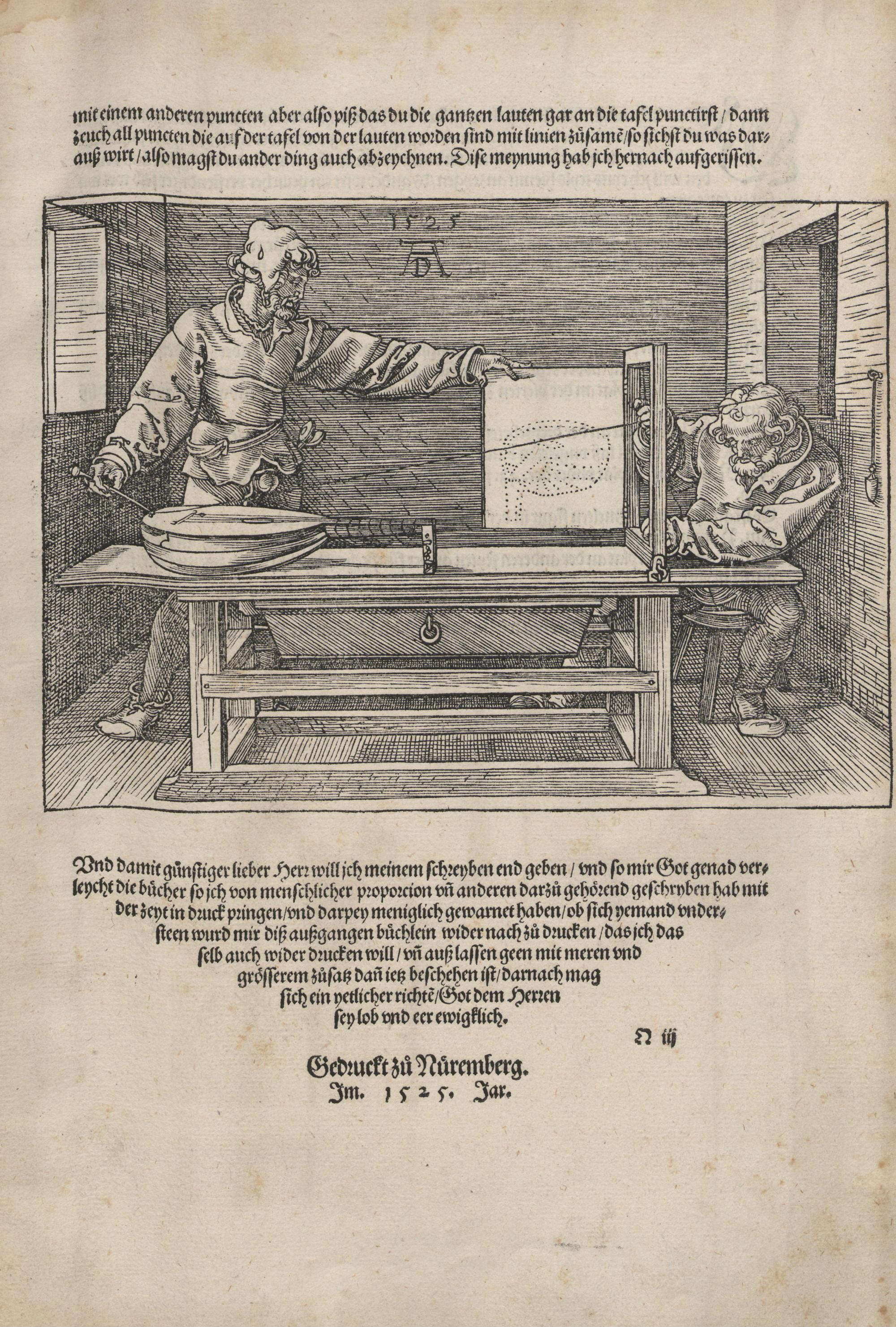
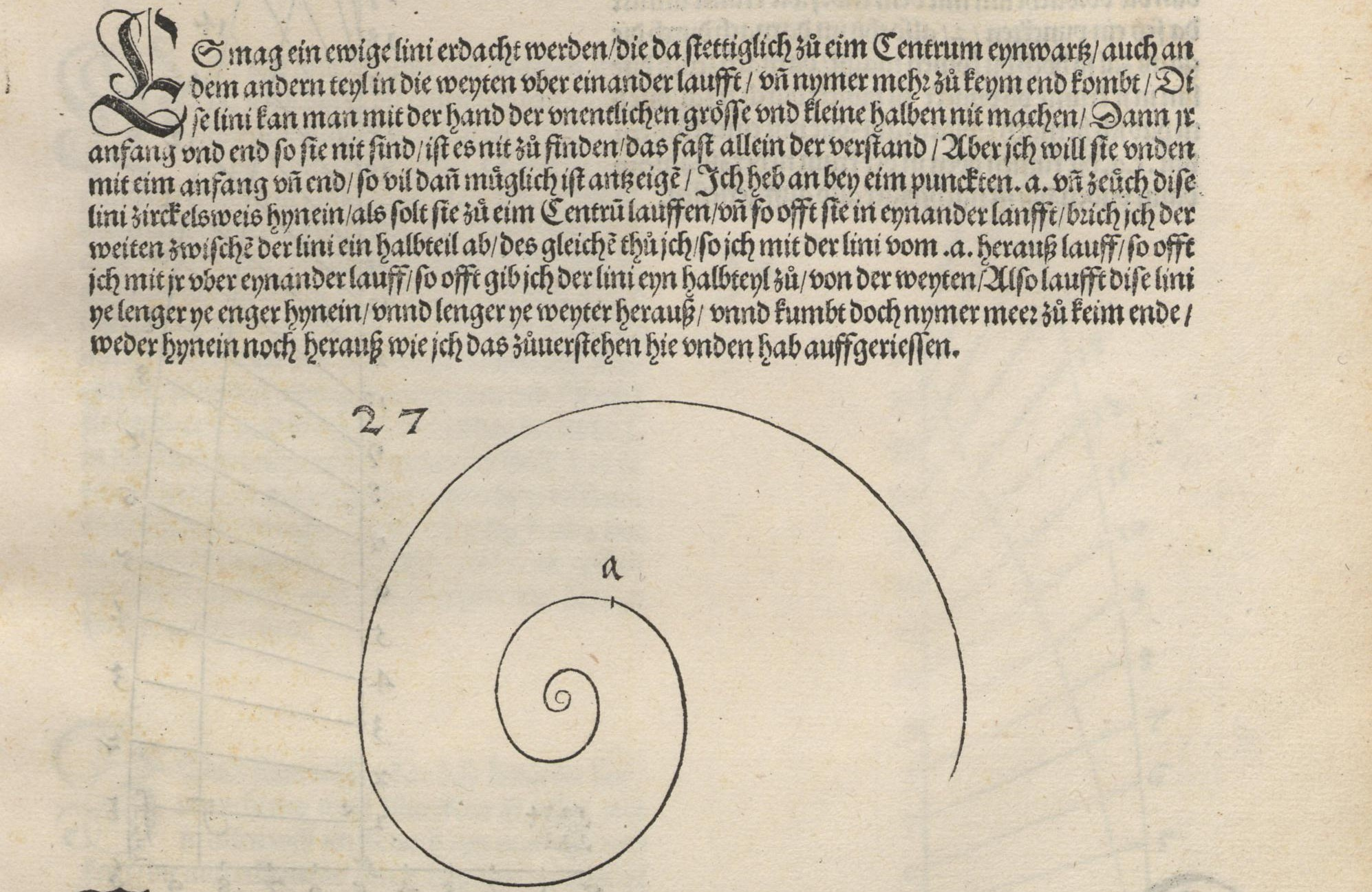

- Christoff Rudolffs Buch Behend und hübsch Rechnung durch die kunstreichen regeln Algebre so gemeincklich die Coss genent werden führt das moderne Wurzelsymbol √  für die Quadratwurzel ein.

## Geboren

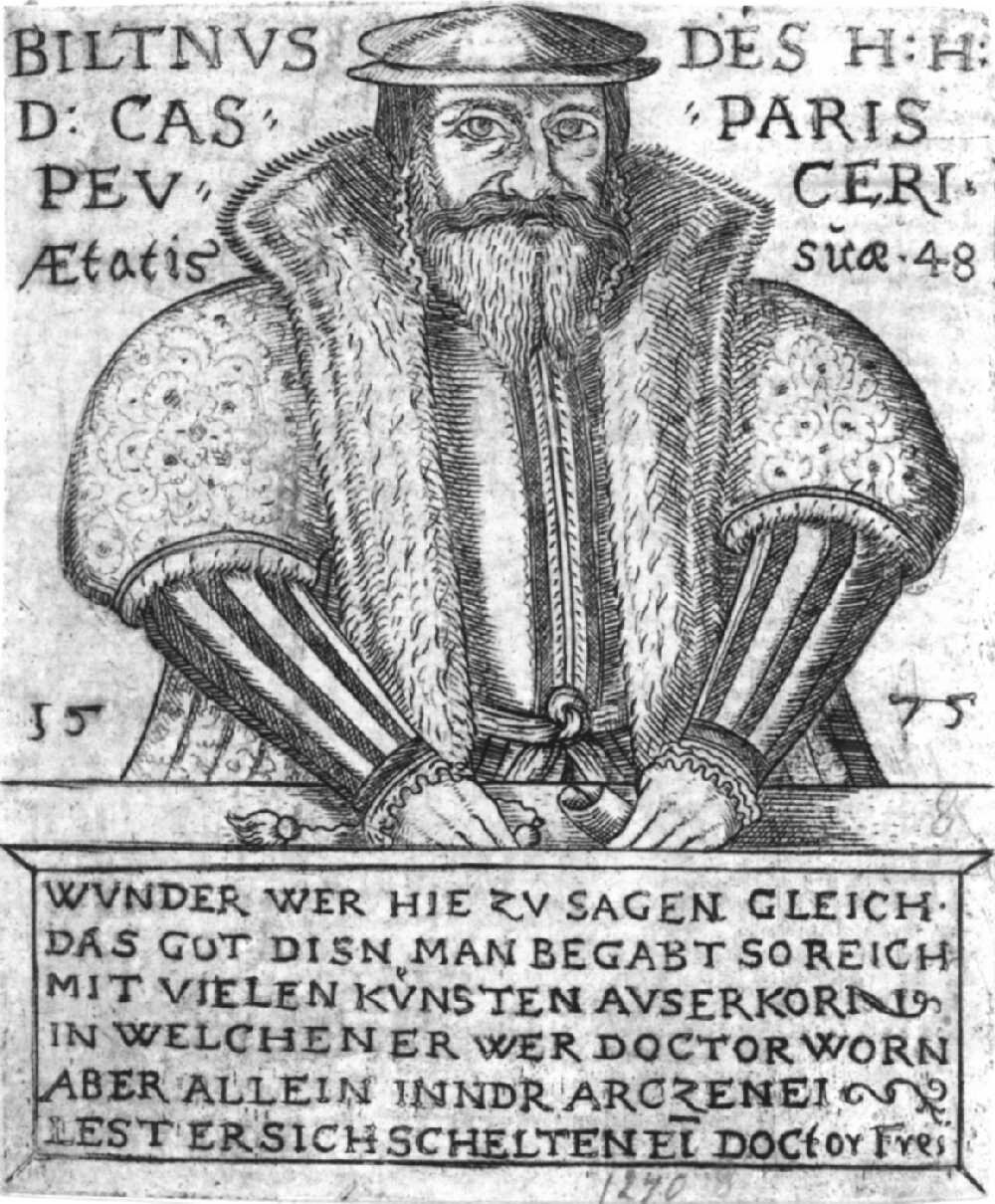
Kaspar Peucer; * 6. Januar

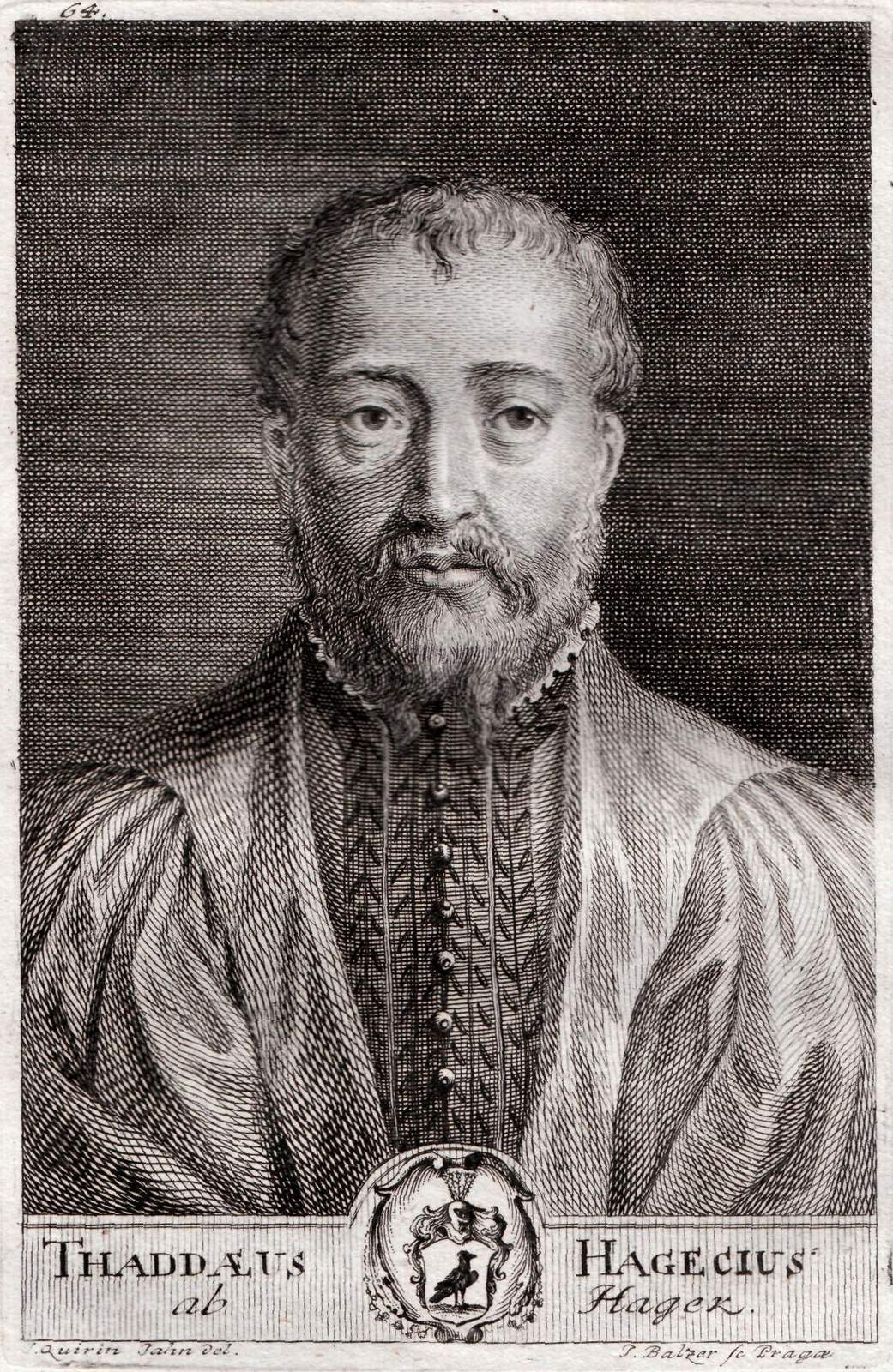
Thaddaeus Hagecius; 1. Dezember

### Geburtsdatum gesichert
- 06. Januar: Caspar Peucer, deutscher Kirchenreformer, Mathematiker, Astronom, Mediziner und Diplomat († 1602)
- 29. Januar: Lelio Sozzini, italienischer Humanist, Jurist und Theologe († 1562)
- 19. März: Caspar Cruciger der Jüngere, lutherischer Theologe († 1597)
- 15. April: Tilemann Stella, deutscher Bibliothekar, Mathematiker, Geometer, Kartograf und Astronom († 1589)
- 25. September: Stephen Borough, englischer Seefahrer und Entdecker († 1584)
- 07. November: Georg Cracow, deutscher Jurist und Staatsmann († 1575)
- 01. Dezember: Thaddaeus Hagecius, tschechischer Astronom und persönlicher Arzt des Rudolf II. († 1600)
- 03. Dezember: Justus Jonas der Jüngere, deutscher Jurist und Diplomat († 1567)

### Geboren um 1525
- Hans Staden, deutscher Landsknecht in Diensten portugiesischer Konquistadoren und Forschungsreisender († nach 1558)

## Gestorben

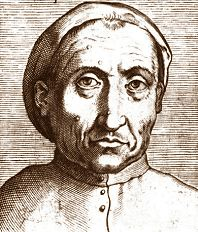
Pietro Pomponazzi; † 18. Mai

### Todesdatum gesichert
- 04. Februar: Andreas Meinhardi, deutscher Humanist (* um 1475)
- 18. Mai: Pietro Pomponazzi, italienischer Humanist und Philosoph (* 1462)
- 12. Juli: Nicolaus Marschalk, deutscher Rechtswissenschaftler, Humanist und Historiker (* um 1455)
- 29. August: Jan Šlechta ze Všehrd, tschechischer Humanist, Philosoph und Diplomat (* 1466)
- 20. Dezember: Ceporinus, Schweizer Philologe (* 1500)

### Genaues Todesdatum unbekannt
- Ulrich von Dinstedt, deutscher Jurist, katholischer und evangelischer Theologe (* um 1460)
- Lucio Cristoforo Scobar, italienischer Latinist, Romanist, Italianist, Hispanist, Grammatiker und Lexikograf spanischer Herkunft (* 1460)
- Giovanni da Vigo, italienischer Mediziner (* um 1450)

### Gestorben um 1525
- Heinrich Schreiber, deutscher Mathematiker und Astronom (* um 1492)